# Северинівка (Сумський район)
Севери́нівка — село в Україні, у Миколаївській сільській громаді Сумського району Сумської області. Населення становить 418 осіб. До 2016 орган місцевого самоврядування — Северинівська сільська рада. 1987 року до Северинівки приєднано село Стеценкове.

## Населення

### Мова
Розподіл населення за рідною мовою за даними :
| Мова       | Кількість | Відсоток |
| ---------- | --------- | -------- |
| українська | 397       | 94.98%   |
| російська  | 18        | 4.31%    |
| білоруська | 3         | 0.71%    |
| Усього     | 418       | 100%     |

## Географія
Село Северинівка знаходиться на відстані до 1 км від сіл Мар'ївка, Васюківщина і селище Рогізне. По селу протікає пересихаючий струмок з греблею. Поруч проходить автомобільна дорога Р44.

## Історія
12 червня 2020 року, відповідно до розпорядження Кабінету Міністрів України № 723-р «Про визначення адміністративних центрів та затвердження територій територіальних громад Сумської області», село увійшло до складу Миколаївської сільської громади.
19 липня 2020 року, в результаті адміністративно-територіальної реформи та ліквідації Сумського району(1923—2020), увійшло до складу новоутвореного Сумського району.

## Постаті
- Кочерженко Євгенія Іванівна (* 1937) — мистецтвознавець, майстриня художньої вишивки, організатор і голова Сумського обласного осередку Спілки майстрів народного мистецтва України.